# Jean-Jacques Languepin
Jean-Jacques Languepin, né le 12 novembre 1924 à Paris où il est mort le 8 avril 1994, est un cinéaste français.

## Biographie
Jean-Jacques Languepin étudie le cinéma à l'École Louis-Lumière. Puis il commence sa carrière de cinéaste aux côtés de Marcel Ichac pour le film La Clef des champs (1947), pour le tournage du film de la Semaine internationale de ski de Chamonix (1947), puis pour le film de l’expédition de Paul-Émile Victor au Groenland en 1949, Groenland, 20 000 lieues sur les glaces.
Il est membre du jury du festival de Cannes en 1964.
Jean-Jacques Languepin a également exercé plusieurs responsabilités :
- président du Groupe de recherches et d'essais cinématographiques
- directeur des études à l’IDHEC
- relations extérieures de la Fémis.

## Filmographie
- Groenland : vingt mille lieues sur les glaces (tourné en 1949-1950, sorti en 1952), coréalisé avec Marcel Ichac, prix du documentaire au Festival de Cannes 1952.
- Drame à la Nanda Devi (1952) : l’expédition lyonnaise à l’Himalaya et la disparition de Roger Duplat et Gilbert Vignes.
- Himalaya, passion cruelle ou À l'assaut de l'Himalaya (1952). Grand prix du film de montagne et Rhododendron d’or au Festival de Trente 1954.
- Terre des glaces. Primé au Festival du film sportif de Cortina d’Ampezzo.
- 1953 : Des hommes et des montagnes, court métrage documentaire coréalisé avec Gaston Rébuffat. Prix du documentaire sportif au Festival de Venise 1955.
- Neige (1955). Primé à Cortina d’Ampezzo en 1956.
- France (1955).
- Route des cimes (1956-1957)
- 1956 : Marche française de Henri Fabiani et Raymond Vogel.
- Des hommes dans le ciel (1958), coréalisé avec A. Suire. Documentaire sur l’aviation.
- Antoine de Saint-Exupéry (1958).
- Caravelle (1959). Documentaire sur l’aviation.
- Les Autogrimpeurs coécrit avec Jean L'Hôte (1963).
- Rêve de neige (1963).
- Le Marionnettiste (1963).
- Le dernier des 6 000 (1964).
- Vols en montagne (1967).
- Les Neiges de Grenoble (1968), coréalisateur : Jacques Ertaud. Film des Jeux olympiques d'hiver de Grenoble 1968.
- Dans les neiges des Alpes (1970).
- Les Avions de tous les jours (1975).
- Ski romance (1978).

## Livre de Jean-Jacques Languepin
- Himalaya, passion cruelle, Flammarion, 1955.